# Aladdin (Zeichentrickserie)
Aladdin ist eine US-amerikanische Zeichentrickserie der Walt Disney Company, die von 1994 bis 1995 produziert wurde. Die Serie basiert auf dem Disney-Kinofilm Aladdin von 1992, ist jedoch zeitlich zwischen dessen Nachfolgefilmen Dschafars Rückkehr und Aladdin und der König der Diebe angesiedelt.
Es entstanden drei Staffeln mit 86 Folgen, die in den USA erstmals vom 5. September 1994 bis zum 25. November 1995 beim Sender CBS ausgestrahlt wurden. In Deutschland fand die erste Ausstrahlung am 27. November 1994 im Rahmen der Kindersendung Disney & Co auf RTL statt. Seitdem lief die Serie auch auf anderen Sendern, wie dem Disney Channel, Super RTL, ProSieben, Toon Disney, kabel eins, Disney Cinemagic und Disney Junior. 1995 wurde die Serie vier Mal für den Annie Award und den Kids’ Choice Award nominiert.

## Handlung
Die Serie setzt die zwei vorherigen Filme fort mit phantastischen und magischen Abenteuer in und um Agrabah in einem orientalen Tausendundeine-Nacht-Szenario. So befinden sich in der Serie allerhand Monster, Diebe und Magier. Ein zentrales Element nimmt, neben der Hauptfigur Aladdin, der Dschinn Dschinni ein, der mit seiner durchgedrehten Art und seiner magischen Verwandlungsfähigkeit für zahlreiche Seitenhiebe und Anspielungen an die reale Popkultur sorgt und als Sympathieträger der Serie gilt. Die etwa halbstündigen Episoden sind meist abgeschlossene Geschichten, doch baut die Handlung der Serie aufeinander auf.

## Figuren
| Figur        | Originalsprecher                                           | Deutscher Sprecher   |
| ------------ | ---------------------------------------------------------- | -------------------- |
| Aladdin      | Scott Weinger                                              | Julien Haggège       |
| Dschinni     | Dan Castellaneta                                           | Peer Augustinski     |
| Jasmin       | Linda Larkin                                               | Diana Borgwardt      |
| Jago         | Gilbert Gottfried                                          | Michael Pan          |
| Sultan       | Val Bettin                                                 | Gerry Wolff          |
| Razoul       | Jim Cummings                                               | Wolfgang Kühne       |
| Mogelrath    | Jonathan Brandis Jeff Bennett (Episode: Der schwarze Sand) | Michael Iwannek      |
| Mechanikles  | Charles Adler                                              | Klaus-Dieter Klebsch |
| El Fatal     | Jason Alexander                                            | Hans Hohlbein        |
| Morgana      | Bebe Neuwirth                                              | Gisela Fritsch       |
| Hazard       | James Avery                                                | Klaus Münster        |
| Amin Damoola | Jeff Bennett                                               | Michael Telloke      |
| Sadira       | Kellie Martin                                              | Carola Ewert         |

- Aladdin: Er ist der Hauptcharakter der Serie, ein junger Mann, der früh Waise wurde und sich seither als Bettler und Dieb durch das Leben schlug, bis er sich in Jasmin verliebte. Er ist tapfer, aufrecht, abenteuerlustig und äußerst clever, jedoch neigt er sowohl zu Überheblichkeit, als auch zu Minderwertigkeitskomplexen aufgrund seiner Herkunft.
- Dschinni: Er ist ein Flaschengeist aus einer Wunderlampe, die einst Aladdin in die Hände fiel. Dieser schenkte ihm dann auch die Freiheit und die beiden wurden gute Freunde, weshalb er, nach einer kurzen Reise, wieder zu ihm zurückkehrte. Er besitzt nach wie vor starke magische Kräfte, die in brenzligen Situationen oft nützlich sind. Charakterlich ist er extrovertiert und sensibel, jedoch meist von ansteckend guter Laune beherrscht.
- Abu: Abu ist ein kleiner Affe und Aladdins bester Freund. Mit diesem ist er seit Jahren befreundet und lebte mit ihm in den Straßen Agrabahs zusammen. Er hat zwar eine Schwäche für Gold und Juwelen, ist jedoch auch verlässlich und selbstlos.
- Jasmin: Sie ist die Prinzessin Agrabahs und die Tochter des etwas naiven Sultans. Inzwischen ist sie mit Aladdin liiert und erlebt mit ihm zusammen zahlreiche Abenteuer. Oft wird sie von ihrem Tiger Rajah begleitet, der sie, ebenso wie der übereifrige Hauptmann der Palastwache, Razoul, zu beschützen pflegt.
- Jago: Dieser Papagei war einst Dschafars Haustier und Handlanger, doch sagte er sich von diesem los und freundete sich mit der Heldengruppe an. Er ist sarkastisch, selbstsüchtig und feige, doch zur Not können sich die anderen auf ihn verlassen. Im Gegensatz zu Abu kann er fließend sprechen.
- Teppich: Der oft schlicht Teppich oder Perser genannte fliegende Teppich besitzt menschliche Charakterzüge und dient vor allem Aladdin als Freund und Flugobjekt.

Als häufig wiederkehrende Schurken und Bösewichte erweisen sich vor allem der gefährliche junge Zauberer und Totenbeschwörer Mogelrath, der machtgierige, jedoch einfältige El Fatal, das penible griechische Technikgenie Mechanicles mit einem Putz- und Kontrollfimmel, die finstere junge Hexe Sadira, die ein Auge auf Aladdin geworfen hat und nun Jasmin ausschalten will, sowie Morgana, eine ägyptische Katzenfrau. Des Weiteren die Meerjungfrau Saleen, welche ebenfalls immer wieder versucht Aladdin unter ihre Kontrolle zu bringen, der goldgierige Kobold Kefier und der tollpatschige Dieb Amin Damula.

## Auszeichnungen
| Jahr | Zeremonie   | Kategorie                                   | Nominierte(n) | Resultat |
| ---- | ----------- | ------------------------------------------- | --- | -------- |
| 1995 | Emmy Awards | Outstanding Music Direction and Composition | Mark Watters, John Given, Harvey Cohen, Carl Johnson und Thomas Richard Sharp | Gewonnen |
| 1995 | Emmy Awards | Outstanding Film Sound Mixing               | Timothy J. Garrity, Melissa Ellis, Deb Adair, Bill Koepnick, Jim Hodson und Timothy Borquez | Gewonnen |
| 1995 | Emmy Awards | Outstanding Film Sound Editing              | John O. Robinson III, Michael Geisler, Marc S. Perlman, William Griggs, Melissa Ellis, Ray Leonard, Phyllis Ginter, Michael Gollom, Timothy Borquez, Tom Jaeger, Charles Rychwalski, Greg LaPlante, Kenneth Young, Jennifer Mertens, Robert Duran, Bill Koepnick und Jim Hodson | Gewonnen |